# 카세리
카세리(그리스어: κασέρι)는 양젖과 최대 20%의 염소젖으로 만드는 그리스의 치즈이다. 테살리아, 마케도니아 지역, 레스보스, 크산티에서 생산되고 있으며 원산지 명칭 보호를 받고 있다. 튀르키예의 카샤르(튀르키예어: κaşar)와 발칸 반도의 카슈카발과 같은 그리스 외 지역의 도일한 재로와 제법으로 만드는 유사종이 존재하며 이 경우 유럽 연합에서는 법적으로 카세리의 이름으로 판매를 금하고 있다.

## 같이 보기
- 페타
- 그라비에라
- 케팔로티리